# Вацлав Івашкевич-Рудошанський
Вацлав Івашкевич-Рудошанський (пол. Wacław Iwaszkiewicz-Rudoszański; нар. 26 серпня 1871 — пом. 25 листопада 1922) — російський та польський військовий діяч білоруського походження, генерал-майор Російської імператорської армії, пізніше — дивізійний генерал Війська Польського. Герой Першої світової війни. Активний учасник польсько-радянської війни (1919—1921).

## Життєпис
Народився 26 серпня 1871 року в римсько-католицькій сім'ї білоруського шляхтича Вітебської губернії, інженера, учасника січневого повстання 1863 року. Представник польсько-білоруського шляхетського роду Івашкевичі герба Труби.
Вихованець Сибірського кадетського корпусу, який закінчив 1890 року. В імператорській армії з вересня того ж року.
Випускник Павловського військового училища 1892 року. Випущений підпоручиком до 4-го Східно-Сибірського лінійного батальйону. (з 11.07.1900 — 22-й Східно-Сибірський стрілецький полк).
Поручник (1895). Штабс-Капітан (1900).
У 1900 — учасник інтервенції коаліційних сил у ході придушення Боксерського повстання в Китаї (1900—1901).
З березня 1904 року служив у 34-му Східно-Сибірському стрілецькому полку. Брав участь у Російсько-японській війні 1904—1905 рр. Захисник Порт-Артура. Був поранений.
За звитяги у битвах з японцями отримав звання капітана (1905), потім підполковника. На початок 1909 — в 34-му Східно-Сибірському стрілецькому полку. На 1 травня 1911 — в 11-му Сибірському стрілецькому полку. У липні 1911 р. отримав звання полковника з переведенням до Сибірського 44-го стрілецького полку. На 1913 — командир Барнаульського загону 44-го Сибірського стрілецького полку. На початок березня 1914 — у 42-му Сибірському стрілецькому полку.
Під час Першої світової війни командував 54-м Сибірським стрілецьким полком. За звитяги в Лодзинській операції 1914 року переведений у генерал-майори. У боях під Ригою зазнав поранення.
9 листопада 1915 року був призначений командиром бригади 3-ї Сибірської стрілецької дивізії. З червня — по вересень 1917 — командир Фінляндської прикордонної зведеної дивізії.
Після Лютневої революції 1917 року в Росії член Головного польського військового комітету.
З 21 жовтня 1917 — командувач 3-ї стрілецької дивізії 1-го Польського корпусу, що формувався в місті Єльні, під командуванням І. Довбор-Мусницького, у лютому 1918 року пробився з дивізією на з'єднання з основними силами корпусу до Бобруйська.
З 31.10.1918 року — генерал-поручник Польської армії.
Активний учасник польсько-радянська війни та польсько-української війн.
Був начальником оперативної групи оборони Львова (листопад 1918), командиром генерального округу «Кельці», сформував 1-шу Литовсько-Білоруську піхотну дивізію, якою командував до лютого 1919 року, був командувачем армії «Схід» (березень—травень 1919), начальником оперативної групи, командувачем Галицько-Волинського фронту (травень—липень 1919), командувачем Галицького фронту (липень 1919 — січень 1920), Подільського фронту (січень—березень 1920).

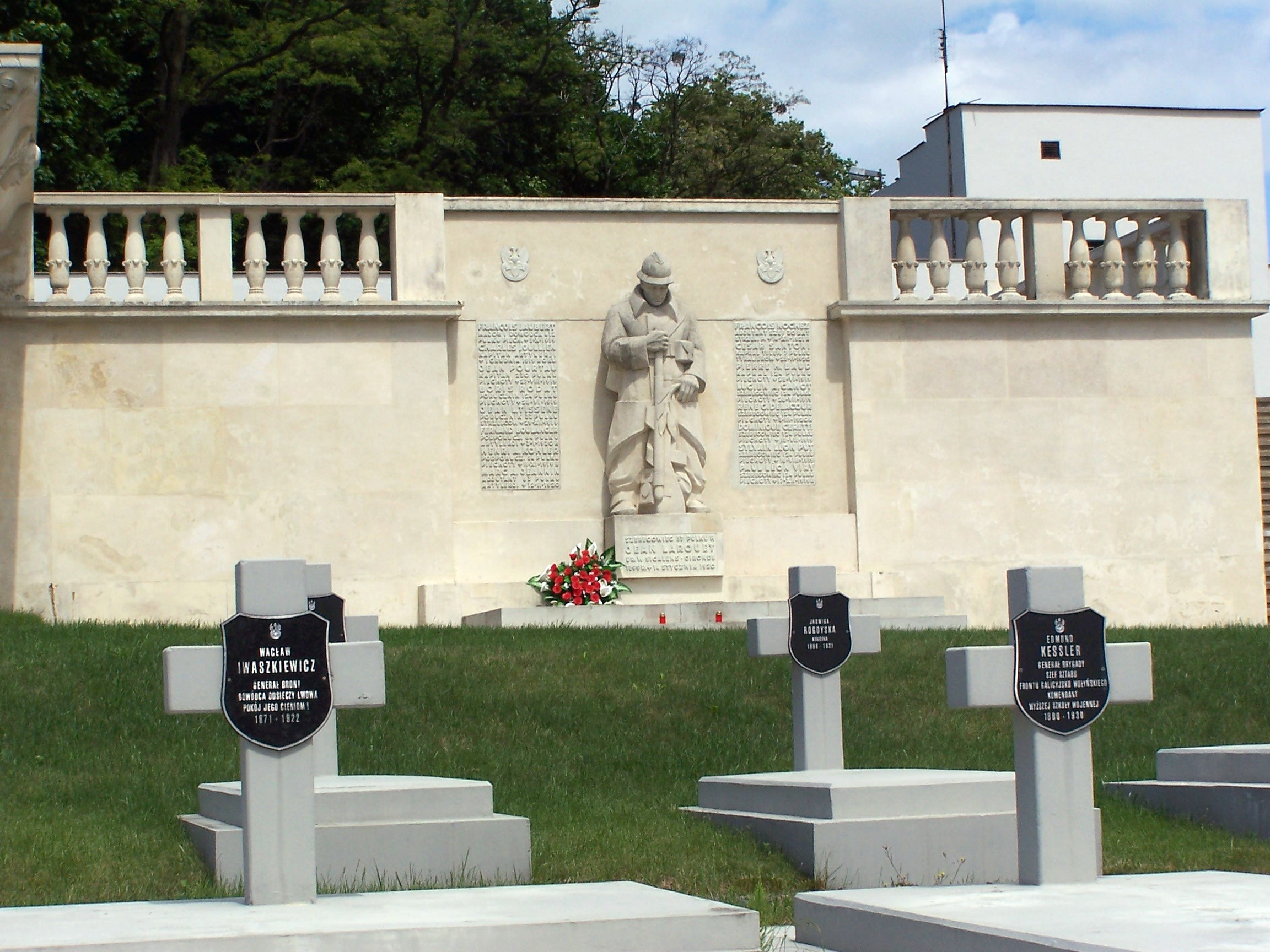
Могила генерала Івашкевича (ліворуч) на Меморіалі захисників Львова

Під час польського наступу на Київ — командувач 6-ї армії (березень — 10 серпня 1920), у серпні 1920 року керував обороною Львова проти частин 1-ї Кінної армії. Потім у ході Варшавської битви — польським Південним фронтом.
З 20 серпня 1920 по червень 1921 — командувач генерального округу Варшава.
З 1 жовтня 1921 року — у відставці з чином генерала-поручика.
Помер 25 листопада 1922 року у Варшаві після тяжкої тривалої хвороби. Посмертно відзначений званням дивізійного генерала. Похований із військовими почестями у Львові на Личаківському цвинтарі на меморіалі захисників Львова.

## Нагороди

### Російської імперії
- Орден Святої Анни 3-го ступеня з мечами та бантом (1901).
- Орден Святої Анни 4-го ступеня (1901).
- Орден Святого Станіслава 2-го ступеня з мечами (1904).
- Орден Святої Анни 2-го ступеня з мечами (1904).
- Золота (Георгіївська) зброя (1907).
- Орден Святого Володимира 4-го ступеня (1913).
- Орден Святого Володимира 3-го ступеня з мечами (27 квітня 1915).
- Орден Святого Георгія 4-го ступеня (07 квітня 1915).

### Польщі
- Срібний хрест ордена Virtuti Militari (1 січня 1920).
- Командорський хрест ордена Virtuti Militari (10 листопада 1922).
- Командорський хрест ордена Відродження Польщі.
- Хрест Хоробрих.
- За заслуги перед Польщею урядом Івашкевичу був наданий маєток у Західній Білорусії, під Гродно.